# 胞螨属
胞螨属（学名：Cytodites）为胞螨科的一个属。

## 下级分类
本属包括以下物种：
- 气囊胞螨 Cytodites nudus (Vizioli, 1870)